# Scandinavian Race Uppsala
Das Scandinavian Race Uppsala ist ein Straßenradrennen für Männer in Schweden.
Die Eintagesrennen wurde erstmals im Jahr 1909 ausgetragen (siehe Skandisloppet). Die Strecke führt auf einem Rundkurs, der mehrfach absolviert werden muss, durch die schwedische Stadt Uppsala. Ab 2008 gehörte das Rennen zur UCI Europe Tour und war in die UCI-Kategorie 1.2 eingestuft. Nachdem von den letzten vier Austragungen drei abgesagt werden mussten, steht das Rennen seit der Saison 2024 nicht mehr im Rennkalender der UCI und wird als Rennen des nationalen Kalenders für Männer und Frauen in verschiedenen Altersklassen ausgetragen.

## Sieger (2008–2023)
| Jahr | Sieger               | Zweiter               | Dritter                 |          |
| ---- | -------------------- | --------------------- | ----------------------- | -------- |
| 2008 | Morten Høberg        | Thomas Bendixen       | Michael Stevenson       |          |
| 2009 | Jonas Aaen Jørgensen | Christofer Stevenson  | Philip Nielsen          |          |
| 2010 | Philip Nielsen       | Patrik Stenberg       | Øystein Stake Laengen   |          |
| 2011 | Andžs Flaksis        | Armands Bēcis         | Michael Stevenson       |          |
| 2012 | Jonas Ahlstrand      | Michael Olsson        | Edvin Wilson            |          |
| 2013 | Alexander Gingsjö    | Marcus Johansson      | Toms Skujiņš            |          |
| 2014 | Jonas Aaen Jørgensen | Marcus Svensson       | Yannick Janssen         |          |
| 2015 | Nicolai Brøchner     | Ludvig Bengtsson      | Casper Pedersen         |          |
| 2016 | Syver Wærsted        | Ludvig Bengtsson      | Nicolai Brøchner        |          |
| 2017 | Nicolai Brøchner     | Morten Øllegaard      | Rasmus Christian Quaade |          |
| 2018 | Trond Trondsen       | Nicklas Pedersen      | Niklas Larsen           |          |
| 2019 | Rasmus Bøgh Wallin   | Jonas Aaen Jørgensen  | Mathias Matz            |          |
| 2020 | abgesagt             | abgesagt              | abgesagt                | abgesagt |
| 2021 | abgesagt             | abgesagt              | abgesagt                | abgesagt |
| 2022 | Rasmus Bøgh Wallin   | Nils Lau Nyborg Broge | Mathias Larsen          |          |
| 2023 | abgesagt             | abgesagt              | abgesagt                | abgesagt |